# Caglioni
La famiglia Caglioni è una famiglia patrizia del borgo di Ascona (Svizzera, Ticino). Si tratta di una delle famiglie patrizie più antiche di Ascona, poiché appartiene ai ceppi famigliari primari, dai quali prendono origine altre numerose famiglie, oggi presenti nel Patriziato di Ascona. 

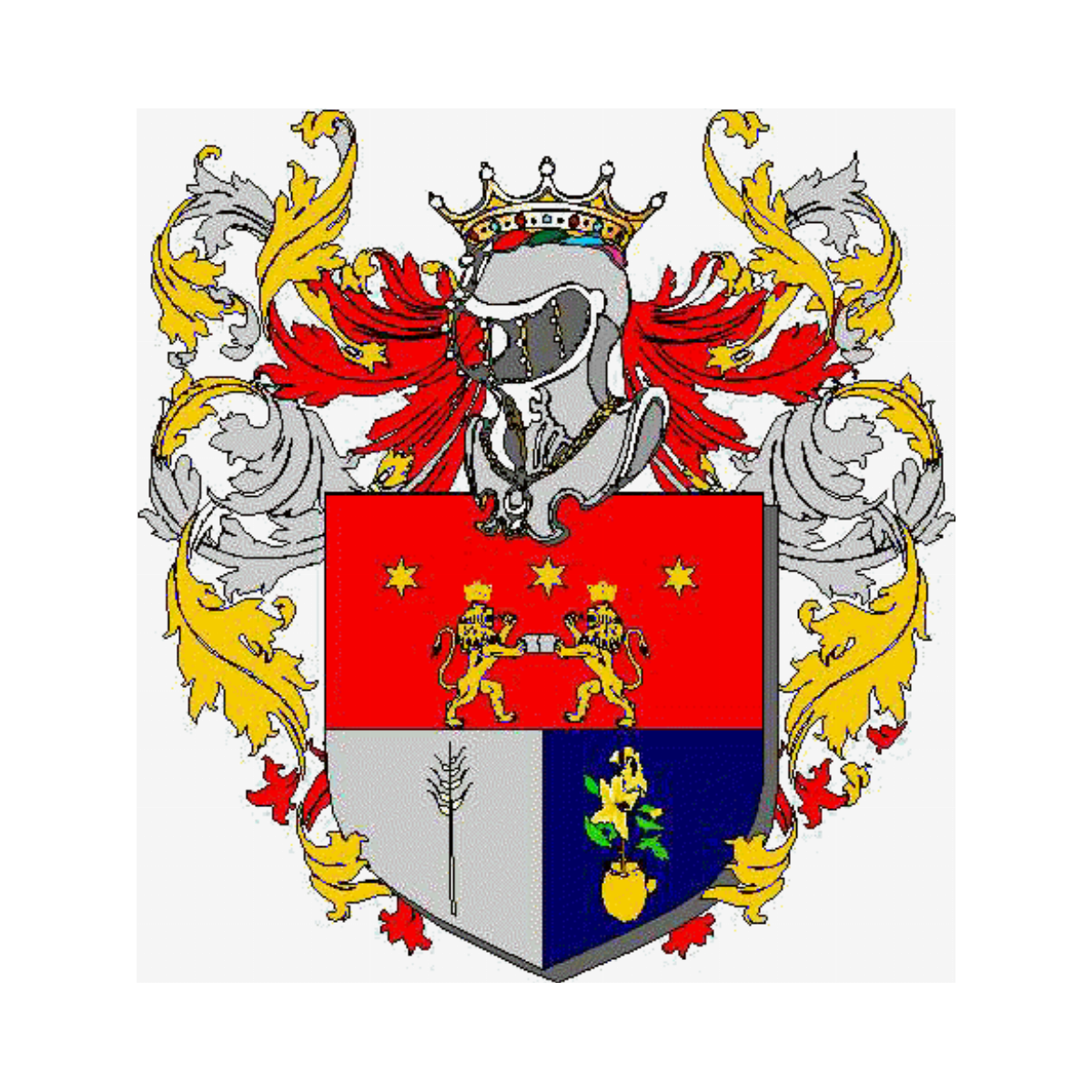
Stemma della famiglia Caglioni

## Personaggi pubblici

### Andrea Caglioni
Nato il 14 maggio 1763 ad Ascona, morto il 23 ottobre 1825 sul passo del San Gottardo, Andrea Caglioni è stato un famoso rappresentante della famiglia Caglioni nel Canton Ticino (Svizzera) e in Svizzera. Conclusi gli studi secondari al collegio Papio di Ascona e al collegio Elvetico di Milano, studia giurisprudenza a Friburgo in Brisgovia.
Avvocato, ricoprì le cariche di:
- Luogotenente del balivo di Locarno
- Segretario del governo provvisorio di Locarno nel 1798
- Presidente della Camera amministrativa del cantone di Lugano
- membro e Presidente del Senato
- consigliere legislatore e giudice al Tribunale supremo della Repubblica Elvetica.

Dal 1803 al 1825 fu deputato diretto al Gran Consiglio ticinese (1813, 1815, 1818), membro del governo (1803-09, 1811-23), giudice al tribunale d'appello (1809-11), Landamano (1817-18). Per 11 volte fu deputato alla Dieta federale e incaricato di numerose missioni all'estero.

## Composizione attuale
I membri della famiglia patrizia Caglioni attualmente in vita e aventi il cognome "Caglioni" sono:
- Andrea Caglioni, Rosaria Caglioni, Amira Caglioni (Brione sopra Minusio, CH)
- Donata Caglioni-Naiaretti (Ascona, CH)
- Joëlle Caglioni (CH)
- Giada Caglioni (CH)
- Alin Caglioni (CH)